# Егоров, Сергей Сергеевич (футболист)
Серге́й Серге́евич Его́ров (1906, Московская губерния — 1994) — советский футболист, полузащитник.
Родился в Московской губернии. Выступал за команду Кронштадта, откуда был приглашён в «Динамо» Ленинград. В 1936—1938 годах провёл за клуб 37 матчей в чемпионате СССР. В блокаду и позднее работал начальником учебно-спортивного отдела клуба. Скончался предположительно в 1994 году.